# 鈴木彩香 (歌手)
鈴木 彩香（すずき さいか、8月3日 - ）は、日本の女性シンガーソングライター。福島県生まれ。

## 概要
空間支配を得意とし、何かが憑依したかのようなライブパフォーマンスは「独特」と評価され、その姿が現れるのはステージのみである。

## 来歴
9歳からの9年間合唱を通して声楽を学ぶ。
ずっと『うたを歌って生きていきたい』という夢を密かに持つも、諦め一度音楽から離れかける。だが大学の友人に出会った事がきっかけで、もう一度夢を全力で追い求めたいとカバー曲の弾き語りを始める。
その後、独学でDTM（デスクトップミュージック）を学び作詞作曲を始める。
2015年10月『鈴木彩香』としてライブ活動開始。
2018年11月、自身最大規模のワンマンライブを開催し成功させる。
年末、声帯の手術の為しばしの活動休止を余儀なくされる。
2019年、3月活動再開。
医師に許された1日に声を出せる3時間を使いストリートライブで歌を届けながら、次の段階への準備を進めている。

## ライブ
- 2018年
  - 3・5・7・9月にプチワンマンを開催し、全て満員御礼で成功させる。
  - 2018年11月24日 月見ル君想フで自身最大規模のワンマンライブを開催し成功させる。